# Broken Sword (serie de jocuri)
Broken Sword este o serie de jocuri video de aventură creat de Charles Cecil, game designer al Revolution Software. Acțiunea se petrece în jurul lui George Stobbart și Nico Collard, ale căror aventuri sunt bazate pe istorie și mitologie.

## Broken Sword: The Shadow of the Templars
George Stobbart este un turist american în vacanță în Paris, toamna. Povestea începe când George își bea liniștit cafeaua și este întrerupt de explozia unei bombe plantate de un om îmbrăcat în clovn. El investighează explozia și pornește alături de Nico Collard într-o aventură care îi duce pe tot globul; o aventură cu culturi și asasinări toate ducând la Cavalerii Templieri.

## Broken Sword II: The Smoking Mirror

Copertă - BS2

În al doilea joc al seriei, apărut în 1997, George Stobbart investighează răpirea noii sale iubite, Nico Collard. Numai George o poate salva pe Nico și să descopere o rețea de traficanți de droguri care are legătură cu un sinistru zeu maiaș.

## Broken Sword: The Sleeping Dragon
Broken Sword: The Sleeping Dragon, apărut în 2003, este al treilea joc din seria Broken Sword. La începutul jocului, George și Nico nu mai sunt împreună. Pe măsură ce jocul înaintează, George și Nico își dau seama că investighează același mister și pornesc împreună în căutarea și oprirea răului.

## Broken Sword: The Angel of Death
Broken Sword: The Angel of Death, apărut în 2006, este al patrulea joc al seriei Broken Sword. O misteriosă femeie, Anna Maria, intră în viața lui George cerându-i ajutorul în schimbul unei sume consistente de bani, acesta este aruncat într-o nouă aventură...